# La sombra del arco iris
La sombra del arco iris (en inglés, The Shadow of the Rainbow) es una telenovela colombiana, original de Mauricio Navas y Mauricio Miranda, producida en 1998 por RTI Televisión. Fue protagonizada por Géraldine Zivic y Miguel Varoni y con las participaciones antagónicas de Catherine Siachoque, Álvaro Bayona y Fabio Rubiano.

## Sinopsis
Es la historia de Isabel Anzola, hija de un jugador compulsivo que ha adquirido deudas impagables con Black Jack, el malévolo dueño del casino Arco Iris. La vida del padre de Isabel está en peligro y ella se ofrece para trabajar en el casino y pagar la inmensa deuda de su padre. Por otro lado Cristóbal es un investigador de una compañía de seguros que va secretamente al casino a investigar por unos seguros que han sido reclamados por parte del dueño del club en condiciones extrañas, allí conoce a Isabel y se enamoran, pero en medio del romance ambos descubren que en el casino están pasando cosas muy extrañas y que la vida del padre de Isabel y de ella misma depende de que ellos no revelen su amor.

## Elenco
- Géraldine Zivic .... Isabel Anzola
- Miguel Varoni .... Cristóbal Montenegro
- Catherine Siachoque .... Silvia Stella Graniani
- Álvaro Bayona .... Black Jack
- Ana María Arango .... Ana Gregoria
- Carlos Arango .... Plinio
- Rafael Bohórquez .... Leonardo Anzola
- Carolina Cuervo .... Marcela Forero
- Víctor Gómez .... Herbert
- Freddy Ordóñez .... Casimiro
- Alejandra Pinzón .... Ángela Anzola
- Fabio Rubiano .... Bernardo Montenegro
- Martha Liliana Ruiz .... Ofelia
- Vanessa Simon .... Violeta Gutiérrez
- Rafael Uribe .... Tato
- Diego Vásquez .... Ronaldo
- Jonathan Cabrera ....Gaviria
- Alberto Saavedra
- Helios Fernández
- Eleazar Osorio
- Paola Díaz
- Max García